# Astream
Astream är ett numera upplöst svenskt punkband, bildat 1994 av Champ Asenov (sång och bas), Robert Jonsson (gitarr) och Henke (trummor). Den sistnämnde hade tidigare spelat i punkbandet Psychic Vampires tillsammans med Jonsson.
Astreams första skivmedverkan var med låten "Not Good Enough" på samlingen Epitone, där även band som Millencolin och Satanic Surfers bidrog med låtar. Bandet repeterade flitigt och turnerade runt om i Sverige. Tanken om att ha två gitarrister föddes och valet föll på Jonssons syster Mia Jonsson. Som en kvartett fortsatte Astream att turnera som förband till större akter som Satanic Surfers, Refused, Bracket och Randy.
1995 utkommer Astreams debut-EP Marvellous Tomorrow på Bad Taste Records. Kort efter att denna släppts ersattes trummisen Henke av Ante Holmqvist. Bandet medverkade samma år, med låten "Alone", på samlingen Quality Punk Rock, tillsammans med band som Lagwagon, Loosegoats och Randy. Mer turnerande följde innan bandet 1996 släppte sitt debutalbum Woodfish.
Woodfish följdes av ytterligare en fullängdare, Jumps, Giggles and Shouts (1997), Punkrock Rendezvous (1999, split-EP med det brittiska punkbandet Dropnose) samt bandets tredje och sista fullängdare Good Times/Bad Times (2000). Efter den sistnämnda slutade Mia Jonsson och Alex tog över rollen som andregitarrist. Turnéer i Europa och Kanada följde.

## Medlemmar

### Senaste
- Alex - gitarr
- Ante Holmqvist - trummor
- Champ Asenov - sång, bas
- Robert Jonsson - gitarr

### Tidigare
- Henke - trummor
- Mia Jonsson - gitarr

## Diskografi

### Studioalbum
- 1996 - Woodfish
- 1997 - Jumps, Giggles and Shouts
- 2000 - Good Times/Bad Times

### EP
- 1995 - Marvellous Tomorrow
- 1999 - Punkrock Rendezvous (split-EP tillsammans med Dropnose)

### Medverkan på samlingsskivor
- 1995 - Epitone (med låten "Not Good Enough", Bad Taste Records)
- 1995 - Quality Punk Rock (med låten "Alone", Bad Taste Records)
- 1996 - Take Off to Heaven Vol. 2 (med låtarna "Time" och "Truckdriver from Hell", Gift of Life Records)
- 1996 - Fuck Hell - This Is a Tribute to Bad Religion (med låtarna "I Want to Conquer the World" och "Walk Away", Tribute Records)
- 1996 - This Is Bad Taste (med låtarna "Moron Dance" och "Gorenkogorocko!", Bad Taste Records)
- 1996 - Angst! (med låten "Time", Ox Fanzine)
- 1996 - The Rise of European Civilization (med låten "Time", Point Break Records)
- 1997 - Border Line-up (med låten "Attila the Bum", Close Up Magazine)
- 1997 - First Trip to Punkland (med låten "Rob Halford, Eddie the Monster and Me", Sigourney Studios 'n' Records)
- 1998 - This Is Bad Taste Vol. 2 (med låtarna "Meeting by the Crossroads" och "Jumps, Giggles and Shouts", Bad Taste Records)
- 1999 - This Is Bad Taste Vol. 3 (med låtarna "Just Once More" och "Macho Things", Bad Taste Records)
- 2001 - This Is Bad Taste Vol. 4 (med låtarna "Hard to Lose a Friend" och "Annoying", Bad Taste Records)

### Fotnoter
1. 1 2 3 4  ”Astream”. Bad Taste Records. Arkiverad från originalet den 22 augusti 2010. https://web.archive.org/web/20100822072139/https://www.badtasterecords.se/bands.asp?id=24. Läst 1 januari 2012.